# هلن گیبسون
هلن گیبسون (انگلیسی: Helen Gibson؛ ۲۷ اوت ۱۸۹۲ – ۱۰ اکتبر ۱۹۷۷) یک هنرپیشه اهل ایالات متحده آمریکا بود.